# Ґеорґе Цицейка

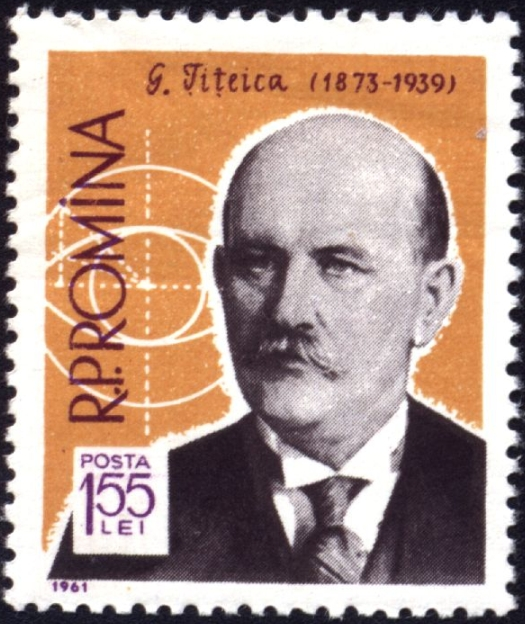
Марка Румунії присвячена академіку Цицейці. 1961

Ґеорґе Цицейка (рум. Gheorghe Ţiţeica; *4 жовтня 1873, Дробета-Турну-Северин, Волощина — †5 лютого 1939 Бухарест) — румунський математик, член Румунської академії. Професор, доктор наук. Професор honoris causa Варшавського університету. 
Разом з Траяном Лалеску і Димитріе Помпеєм є основоположником румунської математичної школи.
Засновник румунської школи диференціальної геометрії.

## Біографія
Навчався на відділенні математики факультету природничих наук Бухарестського університету. З червня 1895 — бакалавр математики. Пізніше вчителював.
1897 Цицейка завершив навчання у Парижі. Учень Жана Гастона Дарбу. 1899 захистив докторську дисертацію.
Після повернення до Румунії, призначений ад'юнктом Бухарестського університету. З 1900 — професор, викладач математики Бухарестського університету та Бухарестської політехнічної школи. 1913 обраний дійсним членом Румунської Академії.
Пізніше — віце-президент наукового відділу 1922, 1928 — віце-президент, 1929 — генеральний секретар Академії. 
Цицейка був також президентом Математичної Асоціації Румунії, Румунського наукового товариства та Асоціації з розвитку і поширення науки, віце-президентом політехнічної спільноти Румунії.
Член багатьох академій наук. Почесний доктор Варшавського університету.
Його син Щербан Цицейка (1908-1985), румунський фізик-теоретик.

## Наукова діяльність
Основний напрямок досліджень — диференціальна геометрія. Вивчав решітки в просторі з N-виміром, визначеному рівнянням Лапласа. Запровадив новий клас поверхонь і клас кривих, що носять його ім'я. Один із творців аффінної диференціальної геометрії.
Наукова спадщина вченого налічує близько 400 праць, з яких 96 є науковими проектами, більшість в царині вирішення проблем диференціальної геометрії.
Займався популяризацією природничо-наукових знань. 
Один із засновників газети «Gazeta matematica» і наукового журналу «Nature», редагував журнал «Mathematica».

## Вибрані праці
- Geometria diferențială proiectivă a rețelelor, 1924
- Introducere în geometria diferențială proiectivă a curbelor, 1931